# Somme-Leuze

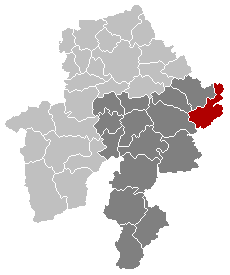
Ubicación del municipio en el distrito de Dinant y en la provincia de Namur

Somme-Leuze (en walón, Some-Leuze) es un municipio belga situado en la provincia de Namur, en la Región Valona. Tiene una población estimada, a inicios de 2021, de 5880 habitantes.

## Geografía
- Latitud: 50º 20' 00" N
- Longitud: 05º 22' 00" E

### Aldeas del municipio
En el municipio se encuentran las aldeas de Baillonville, Bonsin, Chardeneaux, Heure, Hogne, Nettinne, Noiseux, Sinsin y Waillet.

## Demografía

### Evolución
El siguiente gráfico refleja la evolución demográfica del municipio, incluyendo la zona que forma parte de su territorio después de efectuada la fusión, el 1 de enero de 1977.
| Gráfica de evolución demográfica de Somme-Leuze entre 1846 y 2021 |
|                                                                   |

## Historia

### Primera Guerra Mundial
El 20 de agosto de 1914 el 1.er RAC del ejército imperial alemán pasó por las armas a 11 civiles y destruyó 21 casas durante la invasión alemana.